# منشویک‌ها
مِنشِویک‌ها (به روسی: меньшевики́ به معنای اقلیت) در کنار بلشویک‌ها یکی از چندین جناح در جنبش سوسیالیستی روسیه بودند.
منشویسم ایدئولوژی سیاسی اعضای میانه‌رو حزب سوسیال دموکرات کارگری روسیه بود که به عنوان منشویک‌ها شناخته شده بودند. در داخل حزب سوسیال دموکرات کارگری روسیه در سال ۱۹۰۳ میلادی، دو شاخه اصلی شکل گرفت. شاخه اکثریت، بلشویکها و شاخه اقلیت منشویکها نام گرفت.

## معنای لغوی
منشویک در زبان روسی به معنای اقلیت است.

## تاریخچه
بلشویک‌ها و منشویک‌ها، دو شاخه اصلی جنبش انقلابی روسیه بودند. این دو شاخه در سال ۱۹۰۳ میلادی بدنبال اختلاف نظر ولادیمیر لنین و ژولیوس مارتوف که هر دو عضو حزب سوسیال دموکرات کارگری روسیه بودند، به‌وجود آمد. این اختلاف نظرها بر اساس برداشت‌ها و قرائت‌های متفاوت از مارکسیسم، پدید آمد. این اختلاف در دومین کنگره حزب در لندن به‌وجود آمد.
پس از انقلاب فوریه ۱۹۱۷ منشویک‌ها، بیشتر مناصب حکومتی روسیه را در اختیار گرفتند؛ ولی بلشویک‌ها در جریان انقلاب اکتبر ۱۹۱۷ قدرت را در روسیه عملاً در دست گرفتند. سپس منشویک‌ها کوشیدند به صورت یک اپوزیسیون قانونی درآیند، اما بلشویک‌ها در سال ۱۹۲۲ میلادی آنها را سرکوب کردند.
در سال ۱۹۳۱ میلادی، استالین یک سلسله محاکمه‌های نمایشی را علیه رهبران منشویک‌ها انجام داد و به شدت آنها را سرکوب کرد و از صحنه سیاسی شوروی حذف کرد.

## رهبران
گئورگی پلخانف، پاول آکسلرود، ژولیوس مارتوف و ورا زاسولیچ از مهم‌ترین رهبران منشویک‌ها بودند.

## ایدئولوژی
این خط فکری در مورد جریان توسعه تاریخی روسیه همان دید اصلی مارکسیسم را پذیرفته بود.
طرفداران این گروه به شدت با لنین و سیاست‌های او مخالف بودند.